# Корабльов Андрій Віталійович
Андрі́й Віта́лійович Корабльо́в (25 лютого 1972 — 23 серпня 2014) — доброволець батальйону територіальної оборони «Айдар», учасник російсько-української війни.

## Бойовий шлях
Народився 1972 року в місті Українськ (Донецька область).
У часі війни — стрілець-помічник гранатометника, 24-й батальйон територіальної оборони «Айдар».
23 серпня 2014 року загинув у бою з російською ДРГ в лісі під містом Сіверськодонецьк. Повідомлялося, що російські диверсанти готували теракт у Харкові. Диверсантам запропонували здатись, але вони відкрили вогонь. Тоді загинуло ще 6 вояків «Айдару»: Василь Андріюк, Володимир Бойко, Євген Гаркавенко, Оганес Петросян, Андрій Писаренок і Володимир Черноволов.
Без Андрія лишились сестра та донька.
Похований у Вороновиці, Вінницький район.

## Нагороди та вшанування
- Указом Президента України № 365/2015 від 28 червня 2015 року, «за особисту мужність і високий професіоналізм, виявлені у захисті державного суверенітету та територіальної цілісності України, вірність військовій присязі», нагороджений орденом «За мужність» III ступеня (посмертно).
- Нагороджений відзнакою Всеукраїнської громадської організації "Спілка ветеранів та працівників силових структур України «ЗВИТЯГА» "Орденом «За вірність присязі».
- Його портрет розміщений на меморіалі «Стіна пам'яті полеглих за Україну» у Києві: секція 3, ряд 6, місце 5
- Вшановується 23 серпня на щоденному ранковому церемоніалі вшанування українських захисників, які загинули цього дня у різні роки внаслідок російської збройної агресії[5]
- Нагороджений відзнакою ВГО «Спілка ветеранів та працівників силових структур України „ЗВИТЯГА“» "Орденом «За вірність присязі»
- у Вороновиці проводиться турнір з футболу пам'яті Андрія Корабльова.[6]